# Raimund Haser

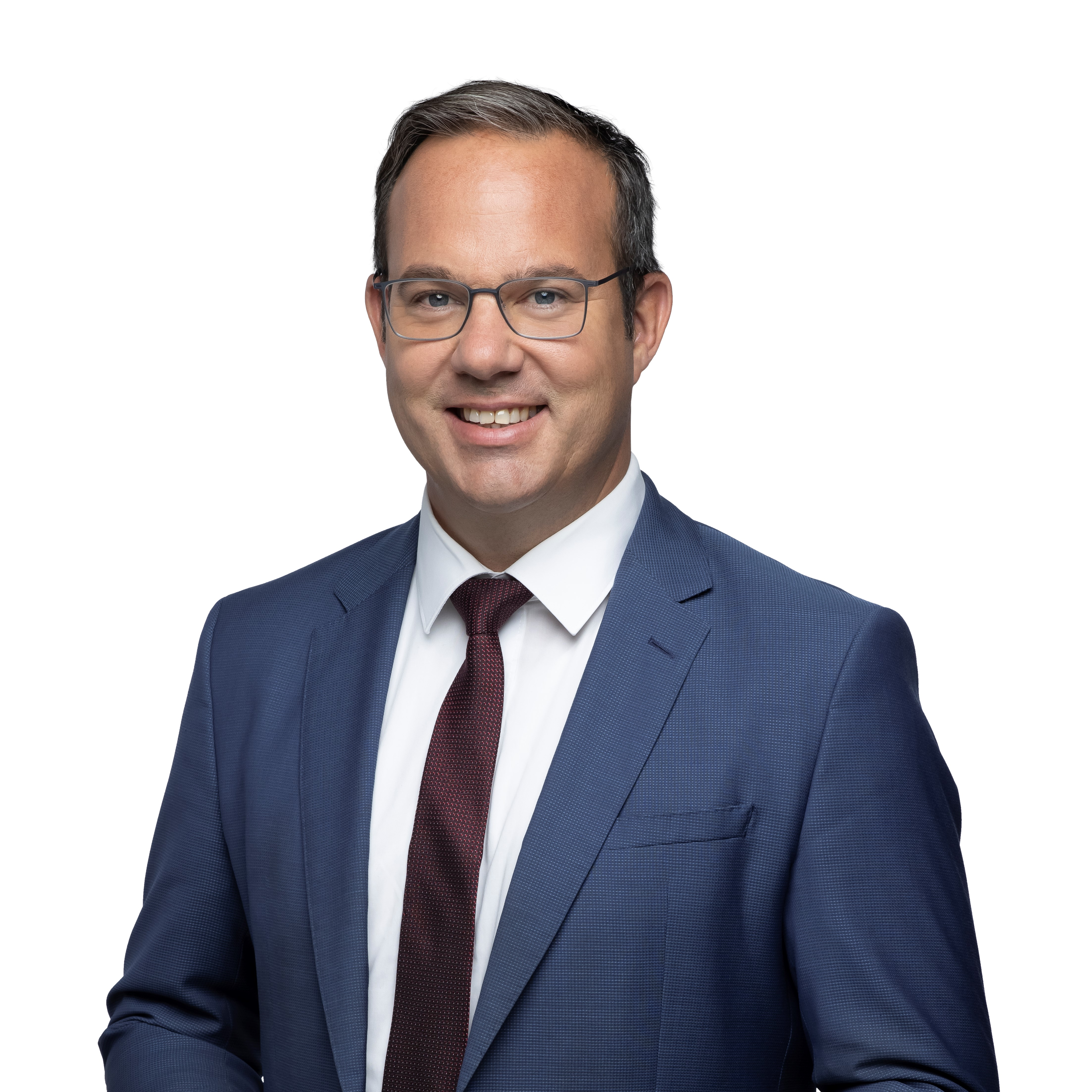
Raimund Haser

Raimund Haser (* 15. Juli 1975 in Wangen im Allgäu) ist ein deutscher Politiker (CDU) und Autor. Seit April 2016 ist er Mitglied des Landtags von Baden-Württemberg.

## Leben
Aufgewachsen in Leutkirch im Allgäu als fünftes Kind eines Juristen und einer selbständigen Einzelhandelskauffrau besuchte Haser die dortige Grundschule und im Anschluss das Hans-Multscher-Gymnasium. Nach Zivildienst und Studium der Betriebswirtschaftslehre an der Berufsakademie Ravensburg mit dem Abschluss Dipl. Betriebswirt (BA) erfolgte 2000 eine Anstellung als Marketingleiter bei der Leutkircher Bank in Leutkirch im Allgäu. Eine anschließende Ausbildung zum Redakteur bei der Schwäbischen Zeitung endete in einer mehrjährigen Tätigkeit als Wirtschaftsredakteur in der Mantelredaktion. Seit 2008 ist Haser selbständig und hat in Leutkirch im Allgäu eine Kommunikationsagentur sowie einen Verlag betrieben. Erstere ruht seit Eintritt ins Mandat, der Verlag ist nach wie vor aktiv. Vor 2016 war Haser als Journalist, Publizist und Verleger (Magazine und Bücher) tätig.
Haser ist verheiratet, Vater einer Tochter und wohnt in Immenried, einem Teilort von Kißlegg im württembergischen Allgäu.

## Abgeordnetentätigkeit
Bei der Landtagswahl 2016 zog Raimund Haser für die CDU als direkt gewählter Abgeordneter des Landtagswahlkreises Wangen in den Landtag von Baden-Württemberg ein. In der 16. Legislaturperiode war er Mitglied im Ausschuss für Umwelt, Klima und Energiewirtschaft, Mitglied im Ausschuss für Kultus, Jugend und Sport sowie Mitglied im Ständigen Ausschuss.
Seit 2019 ist Raimund Haser Mitglied im Landesvorstand der CDU Baden-Württemberg. Bei den Kommunalwahlen 2019 wurde er in den Kreistag des Landkreises Ravensburg gewählt.
Bei der Landtagswahl 2021 erhielt Haser mit 30,6 % der Stimmen das Zweitmandat im Wahlkreis Wangen; er erzielte das fünftbeste CDU-Ergebnis aller baden-württembergischen Wahlkreise. Seit Beginn der 17. Legislaturperiode ist Raimund Haser Vorsitzender des Arbeitskreises für Umwelt, Klima und Energiewirtschaft und Umweltpolitischer Sprecher der CDU-Landtagsfraktion. Er ist neben dem Ausschuss für Umwelt, Klima und Energiewirtschaft auch Mitglied im Ausschuss für Ernährung, Ländlichen Raum und Verbraucherschutz. Haser fungiert weiterhin als Sprecher seiner Fraktion für die Angelegenheiten der Vertriebenen sowie der Deutschen aus Russland. Seit Juni 2023 ist er einer der stellvertretenden Vorsitzenden der CDU-Fraktion.
Darüber hinaus ist Haser Vorsitzender des fraktionsinternen Medienbeirats, Vorsitzender des Landesfachausschusses Medienpolitik der CDU Baden-Württemberg und Mitglied im Aufsichtsrat der Medien- und Filmgesellschaft Baden-Württemberg. Ferner ist Haser Mitglied im Landesbeirat für Natur- und Umweltschutz und im Stiftungsrat des Naturschutzfonds Baden-Württemberg.

## Sonstiges Engagement
Bis zu seiner Nominierung als CDU-Kandidat war Haser Organisator und Moderator der caritativen Veranstaltungsreihe Talk im Bock. Als Vizepräsident des Bundes der Vertriebenen (BdV) auf Bundesebene und als Vorstandsmitglied auf Landesebene engagiert er sich für die Heimatvertriebenen. Seit 2019 ist er Vorsitzender des Hauses der Donauschwaben e.V. in Sindelfingen. Darüber hinaus ist Raimund Haser Mitglied des Stiftungsrates der Donauschwäbischen Kulturstiftung des Landes, der Klimaschutzstiftung Baden-Württemberg sowie des Kinderheims St. Anna in Leutkirch im Allgäu und der Stiftung Kinderchancen Allgäu.

## Veröffentlichungen
- mit Günther Bayerl: Spuren lesen auf der Schwäbischen Alb, ISBN 978-3-00-050831-8
- MERIAN aktiv Oberschwaben, ISBN 9783834206824
- MERIAN aktiv Vorarlberg, ISBN 3834210315